# Morgan Whittaker
Pour les articles homonymes, voir Whittaker.
Morgan Whittaker, né le 7 janvier 2001 à Derby en Angleterre, est un footballeur anglais qui évolue au poste d'attaquant au Middlesbrough FC.

## Biographie

### Derby County
Né à Derby en Angleterre, Morgan Whittaker est formé par le club de sa ville natale, Derby County. Il joue son premier match en professionnel le 13 août 2019, lors d'une rencontre de coupe de la Ligue anglaise face au Scunthorpe United. Il entre en jeu à la place de Jason Knight et son équipe s'impose par un but à zéro. Whittaker joue son premier match de Championship le 26 octobre suivant contre Hull City. Il entre en jeu à la place de Kieran Dowell et son équipe s'incline (2-0).
Le 22 janvier 2020, il prolonge son contrat avec Derby County jusqu'en juin 2023.

### Swansea City
Le 1er février 2021, Morgan Whittaker s'engage en faveur de Swansea City. Il arrive durant le mercato d'hiver en même temps que Paul Arriola et Kieron Freeman. Il joue son premier match sous ses nouvelles couleurs le 10 février 2021, à l'occasion d'une rencontre de coupe d'Angleterre contre Manchester City. Entré en jeu à la place de Jordan Morris, il marque son premier but, le seul de son équipe lors de cette rencontre perdue par les siens (1-3).

### Prêts
Le 1er janvier 2022, il est prêté à Lincoln City.
Le 20 juillet 2022, Whittaker est de nouveau prêté, cette fois au Plymouth Argyle pour une saison.

### Plymouth Argyle
Le 17 juillet 2023, Morgan Whittaker retourne à Plymouth Argyle, cette fois pour un transfert définitif. Il signe un contrat courant jusqu'en juin 2027.
Le 23 septembre 2023, Morgan Whittaker se fait remarquer en réalisant un triplé lors d'une rencontre de championnat face à Norwich City. Titulaire, il contribue à la victoire de son équipe par six buts à deux,.

### Middlesbrough FC
Le 24 janvier 2025, Whittaker s'engage pour quatre ans et demi avec le Middlesbrough FC.

### En sélection
Morgan Whittaker compte deux sélections avec l'équipe d'Angleterre des moins de 19 ans, toutes les deux obtenues en 2019.

## Palmarès

### En club
- Plymouth Argyle
  - Champion d'Angleterre de troisième division en 2023.
  - Finaliste de l'EFL Trophy en 2023.

### Distinctions individuelles
- Membre de l'équipe-type de deuxième division anglaise en 2024[14].
- Joueur du mois de troisième division anglaise en septembre 2022.
- Joueur du mois de deuxième division anglaise en janvier 2024.